# Diploma Zeeland
Het Diploma Zeeland was een door de Bond van Waterbouwkundige Ambtenaren in Zeeland uitgegeven diploma voor waterbouwkundige ambtenaren na het succesvol afleggen van het examen hiervoor. Het diploma bestond van 1902 tot 1982.

## Aanleiding
In 1902 besloot de Bond van Waterbouwkundige Ambtenaren in Zeeland, een vereniging van de waterbouwkundig opzichters van de waterschappen in Zeeland, een eigen examen in te stellen. Het examenprogramma kwam overeen met dat voor het examen voor opzichters van Rijkswaterstaat, maar de exameneisen voor het diploma waren wat lager en ze droegen het stempel van de dagelijkse praktijk. Er was in die jaren nogal wat kritiek op de exameneisen van het RWS opzichtersexamen, dat in de ogen van velen te theoretisch was en sloten niet aan bij de behoefte van de Dienstkringen. Het slagingspercentage was heel laag.
Een bepaalde vooropleiding was niet vereist; wel moest men een jaar in de waterbouwkundige praktijk werkzaam zijn geweest. Het examen werd eens in de twee jaar in Middelburg afgenomen. Aan het diploma was geen voorbereidende cursus verbonden; de meeste deelnemers bereidden zich na werktijd in de avonduren op het examen voor. Er was dus geen lesprogramma, alleen de exameneisen waren vastgelegd.
Naast het Diploma Zeeland bestond ook het Zeeuws Technisch Instituut, dat vergelijkbare examens had, maar wel een gestructureerde (dag)opleiding had, gedurende enkele dagen in de week.

## Belang
Het diploma ondervond geleidelijk in brede kring erkenning en het examen bleef bestaan ook toen het examen voor technisch-ambtenaar verdwenen was. Het vervulde toen nog steeds een nuttige functie in de vorming van middelbare waterbouwkundige technici. Het diploma steeg nog in waarde toen in 1959 door de minister van Verkeer en Waterstaat werd bepaald dat het bezit van het Diploma Zeeland onder bepaalde condities voldoende was voor de benoeming tot technisch-ambtenaar.

## Opheffing van het examen
Pas toen de HTS in Vlissingen in de jaren '70 een afdeling weg- en waterbouwkunde kreeg, was de rol van het diploma Zeeland uitgespeeld. In 1982 werd het examen opgeheven. In totaal 1358 kandidaten hadden toen het diploma uitgereikt gekregen, waarvan één vrouw. Dit was 30 à 40% van het aantal kandidaten dat gedurende deze 80 jaar aan het examen had deelgenomen.